# Chiesa di Santa Caterina delle Ruote
La chiesa di Santa Caterina delle Ruote, nota anche come chiesa di San Giovanni Battista,  è un luogo di culto cattolico situato a San Giovanni delle Contee, frazione del comune di Sorano. La sua ubicazione è in via della Chiesa, in posizione dominante rispetto al rimanente abitato.

## Storia
La chiesa sorse come pieve dedicata a Giovanni Battista, dalla cui denominazione ha preso il nome la località di San Giovanni delle Contee. Di origini incerte, l'antica chiesa risultava già esistente nella prima metà del XVII secolo, quando assunse l'attuale denominazione alternativa a quella preesistente.
La pieve conobbe un periodo di degrado agli inizi del XIX secolo, tanto da richiedere lavori di ristrutturazione che si svolsero tra il 1835 e il 1845. Visto il pessimo stato di conservazione del preesistente edificio religioso, fu quasi interamente ricostruita la chiesa, con un ampliamento delle preesistenti strutture e un cambiamento dell'orientamento originario: da allora la denominazione rimarrà unicamente quella di Santa Caterina delle Ruote.
Durante il XX secolo, furono effettuati una serie di lavori di restauro tra il 1970 e il 1985, per riparare alcuni danni, soprattutto al campanile che risultava pericolante, che erano stati causati da una scossa di terremoto.

## Descrizione
La chiesa di Santa Caterina delle Ruote si presenta a navata unica, con transetto ed abside.
Esternamente, le strutture murarie si presentano interamente rivestite in intonaco, con un portale d'ingresso ligneo rettangolare architravato che si apre al centro della facciata principale, preceduto da una breve gradinata. Al di sopra dell'architrave sporgente, un arco semicircolare chiude una lunetta intonacata. Al centro della parte superiore della facciata principale si apre un piccolo rosone di forma circolare, mentre la parte alta sommitale culmina con un coronamento su cui poggia il tetto di copertura.
Le pareti esterne si caratterizzano per una serie di monofore ad arco tondo in stile neoromanico, che si aprono in vari punti, compreso il transetto, per consentire l'illuminazione naturale dell'interno della chiesa attraverso le vetrate.
Il campanile si eleva dietro il transetto destro e si caratterizza per le strutture murarie intonacate che riprendono gli elementi stilistici del restante edificio religioso. A sezione quadrata, la torre campanaria è ripartita in due ordini, separati tra loro da una cordonatura poggiante su due archi tondi su ciascun lato. La parte alta, priva di cuspide, termina con una copertura sommitale piatta che chiude dall'alto la cella campanaria racchiusa nell'insieme dalle quattro monofore aperte.